# Head over Heels (Paula Abdul)
Head over Heels è il terzo album in studio della cantante statunitense Paula Abdul, pubblicato il 13 giugno 1995 dalla Virgin Records.

## Descrizione
Il disco ottenne meno successo dei precedenti, fermandosi alla diciottesima posizione nella classifica statunitense degli album e ottenendo solo un disco d'oro dalla RIAA.
Ad oggi, è l'ultimo album di inediti della cantante, che dopo questo lavoro deciderà di prendersi una pausa dall'industria musicale.

## Tracce
1. Crazy Cool – 4:42 (Peter Lord, Sandra St. Victor, V. Jeffrey Smith)
2. My Love Is for Real – 5:20 (Paula Abdul, Rhett Lawrence)
3. Ain't Never Gonna Give You Up (con Color Me Badd) – 3:53 (Byran Abrahms, Mark Calderon, Howie Tee, Kevin Thornton, Curtis "Fitz" Williams, Elliot Wolff)
4. Love Don't Come Easy – 4:07 (Abdul, Robb Boldt, Da'Count, Howard Hersh, Iky Levi, Eric Monsanty)
5. If I Were Your Girl – 3:55 (Crystal Bernard, Lawrence)
6. Sexy Thoughts – 4:09 (Boldt, Hersh, Levy)
7. The Choice Is Yours – 4:48 (Arnold Hennings, Debra Killings)
8. Ho-Down – 4:23 (Abdul, Boldt, Calloway, Da'Count, Gaskill, Greer, Hersh, Mills, Wolff)
9. Under the Influence – 4:29 (Worthy Davis, Oliver Leiber)
10. I Never Knew It – 4:26 (Daryl Simmons)
11. Get Your Groove On – 4:02 (Hersh, Levy, Boldt)
12. Missing You – 3:52 (Bernadette Cooper)
13. It's All About Feeling Good – 3:46 (Abdul, Hersh, Levy, Boldt)
14. Cry for Me – 3:38 (Tim Miner)

Tracce bonus nell'edizione giapponese
1. Crazy Love – 4:31 (Oliver J. Leiber)
2. Highschool Crush – 4:36 (Jon Lind, John Andrew Schreiner, Paula Abdul)

## Classifiche
| Classifica (1995) | Posizione massima |
| ----------------- | ----------------- |
| Australia         | 27                |
| Canada            | 21                |
| Paesi Bassi       | 74                |
| Regno Unito       | 61                |
| Stati Uniti       | 18                |